# El Valle (Azuay)

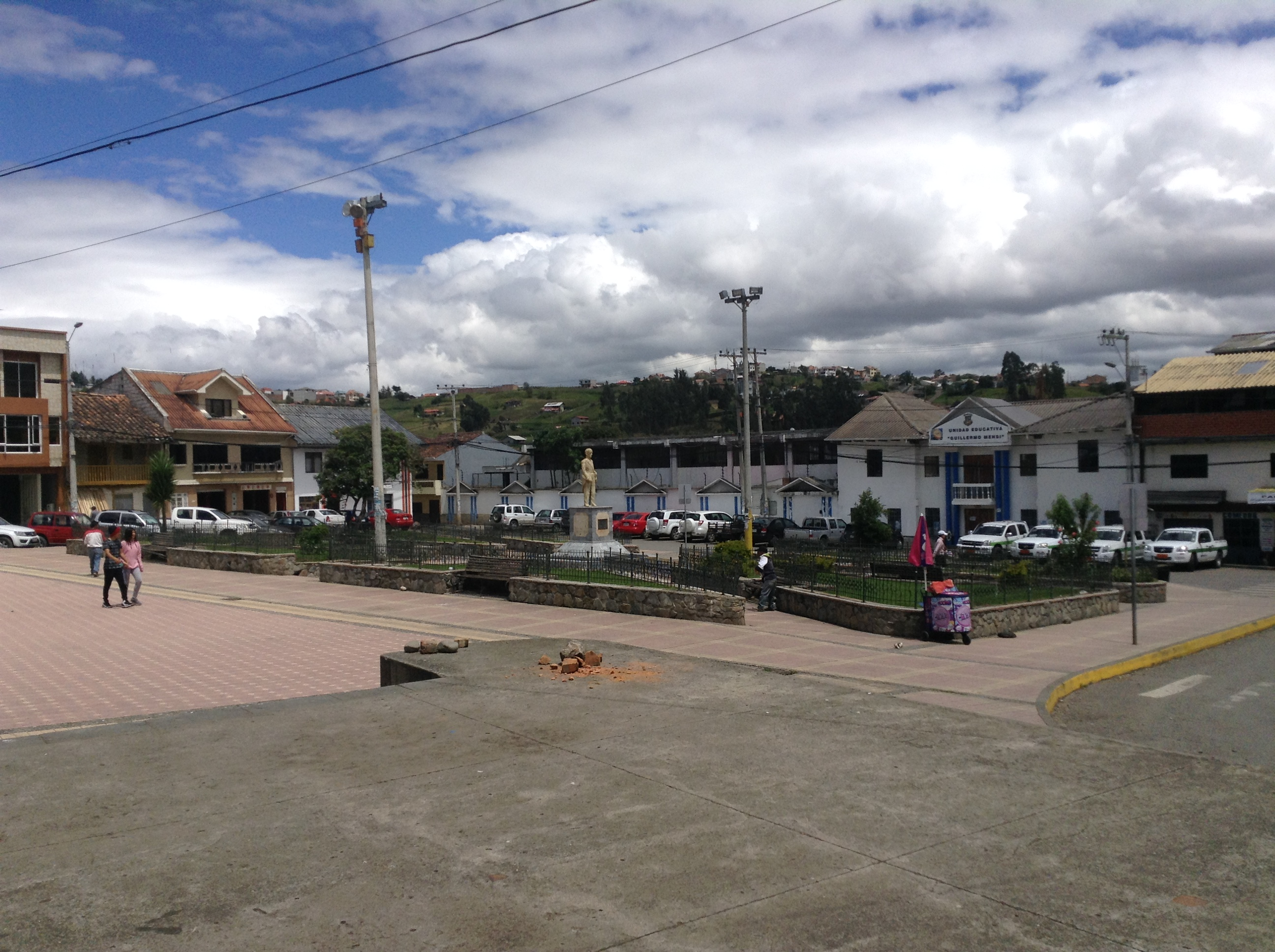
Plaza parroquial von El Valle

El Valle ist ein südöstlicher Vorort der Provinzhauptstadt Cuenca und eine Parroquia rural („ländliches Kirchspiel“) im Kanton Cuenca der ecuadorianischen Provinz Azuay. Die Parroquia besitzt eine Fläche von 43,05 km². Die Einwohnerzahl betrug im Jahr 2010 24.314. Die Parroquia wurde am 8. November 1802 gegründet.

## Lage
Die Parroquia El Valle liegt im Hügelland südöstlich von Cuenca. Der Hauptort El Valle liegt 6 km südöstlich vom historischen Stadtzentrum von Cuenca auf einer Höhe von 2560 m. Im Nordwesten reicht das Verwaltungsgebiet bis zur Fernstraße E35, der südlichen Stadtumgehung von Cuenca.
Die Parroquia El Valle grenzt im Nordwesten und im Norden an die Parroquias urbanas Huayna Cápac und Monay, im Nordosten an die Parroquia Paccha, im Osten an die Parroquia Santa Ana, im Süden an die Parroquia Tarqui sowie im Westen an die Parroquia Turi.